# 싱글 양식 건축

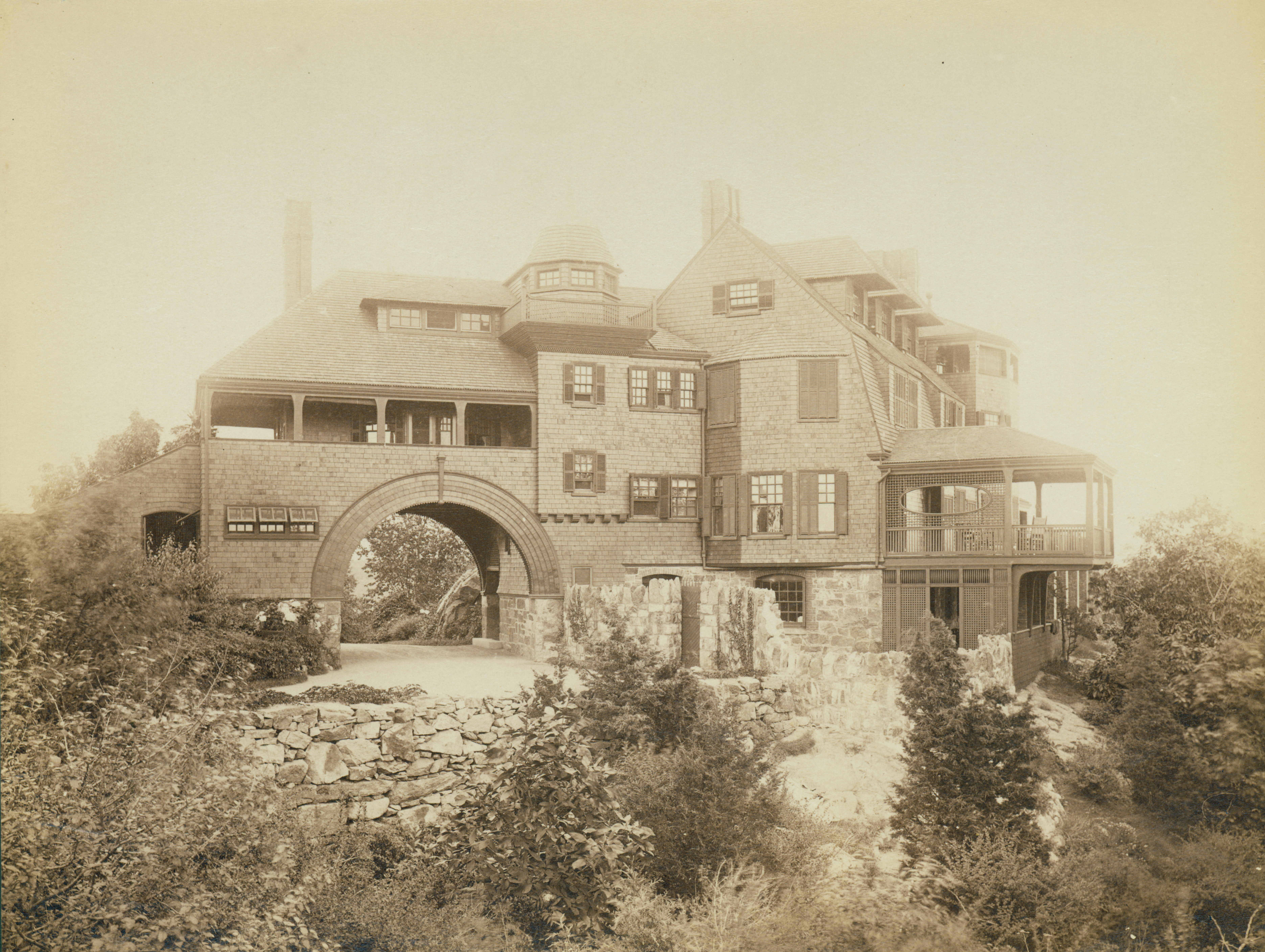
"크래그사이드," 맨체스터바이더시, 매사추세츠주 (1883–1885, 1929년 철거), 피바디 앤 스턴스 건축

싱글 양식(Shingle style)은 뉴잉글랜드 건축 학파의 부상으로 인기를 얻은 미국 건축 양식으로, 퀸 앤 양식의 고도로 장식된 이스트레이크 스타일 패턴을 피했다. 나무 싱글 양식에서 영국의 영향은 1876년 백주년 기념 행사 이후 식민지 미국 건축에 대한 새로운 관심과 결합되었다. 식민지 건물들의 평범한 너와 지붕 표면이 채택되었고, 그들의 덩어리감이 모방되었다.
싱글 양식은 디자인 양식일 뿐만 아니라, 집을 연속적인 볼륨으로 인식하게 하는 감각을 전달했다. 거대한 덩어리라기보다는 공간의 외피로서의 건물이라는 이러한 효과는 평평한 너와 표면의 시각적 긴장감, 많은 싱글 스타일 주택의 수평적인 형태, 그리고 외부 디테일과 주택 내부 공간의 흐름 모두에서 수평적 연속성에 대한 강조로 더욱 강화되었다.

## 역사

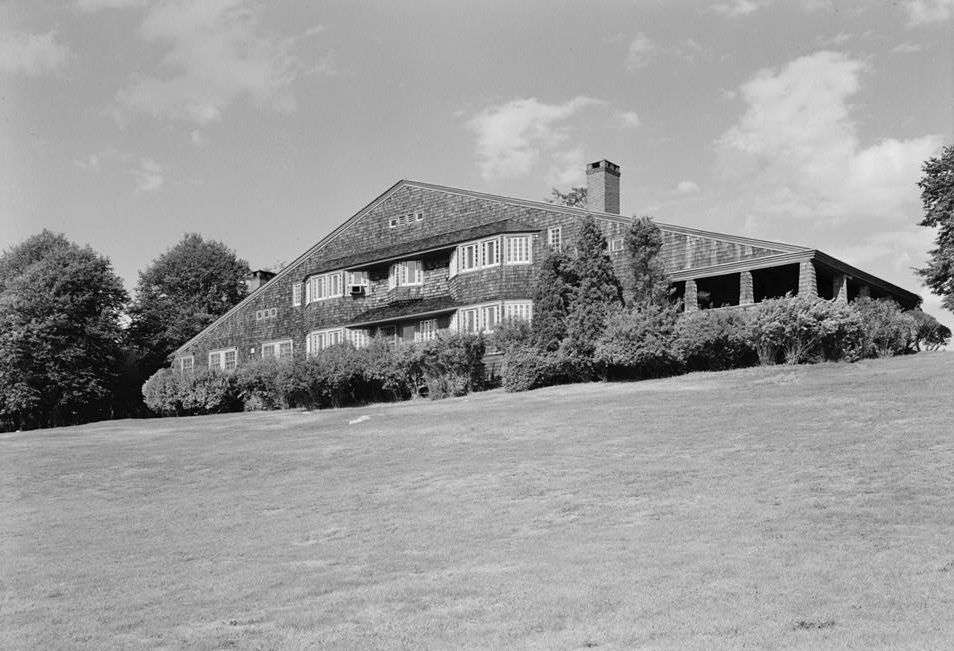
윌리엄 G. 로우 하우스, 브리스톨, 로드아일랜드 (1886–87, 1962년 철거), 맥킴, 미드 앤 화이트 건축. 현재 미국 건축의 상징이 된 로우 하우스는 1962년 철거 당시에는 상대적으로 잘 알려지지 않았다.

맥킴, 미드 앤 화이트와 피바디 앤 스턴스는 로드아일랜드 뉴포트와 롱아일랜드 남동쪽 끝의 이스트 햄튼과 같은 장소에서 부유층을 위한 대규모 "해변 별장" 의뢰를 통해 싱글 스타일을 대중화하는 데 기여한 그 시대의 주목할 만한 건축 회사 두 곳이었다. 아마도 미국에서 지어진 가장 유명한 싱글 스타일 주택은 보스턴 출신 G. 닉슨 블랙이 피바디 앤 스턴스에게 의뢰한 여름 별장인 "크래그사이드"(1882)일 것이다. 크래그사이드는 맨체스터바이더시 근처의 바위 해안 위에 지어졌으며, 싱글 스타일의 모든 가능한 원칙을 구현했다. 맥킴, 미드 앤 화이트가 설계하고 1887년에 지어진 윌리엄 G. 로우 하우스도 또 다른 주목할 만한 예시이다.
싱글 스타일의 많은 개념은 구스타브 스틱리에 의해 채택되었고, 예술 공예 운동의 미국 버전으로 적용되었다. 또한, 이탈리아네이트, 제2제정, 민속 및 고딕 복고양식을 포함한 다른 주목할 만한 빅토리아 시대 건축 양식이 여러 가지 있다.
싱글 스타일 건축물의 일부 집중 지역은 미국 국립사적지에 등재되어 있다. 중요한 등재된 역사 지구는 다음과 같다:
- 베이 헤드, 뉴저지의 베이 헤드 역사 지구 (수십 채의 싱글 주택 포함)
- 일리노이주 시카모어의 시카모어 역사 지구 내 주택
- 코네티컷에서 가장 큰 집중 지역으로, 17채가 있는 펜윅 역사 지구
- 롱아일랜드의 몬톡 협회 역사 지구
- 뉴저지주 글렌 리지의 글렌 리지 역사 지구 내 주택

이 스타일은 스틱 스타일과 함께 예일 대학교 건축 역사학자 빈센트 스컬리가 1949년 박사 학위 논문인 더 코티지 스타일에서 명명했다. 이어서 이 주제에 대한 여러 잡지 기사가 실렸고, 1971년 스컬리의 더 싱글 스타일 위드 더 스틱 스타일과 1974년 더 싱글 스타일 투데이로 절정을 이루었다.

## 특징
싱글 스타일의 건축가들은 맥킴 미드 앤 화이트의 로우 하우스의 단일 과장된 박공에서든 크래그사이드의 복잡한 덩어리감에서든 식민지 주택의 평범한 너와 표면과 그 덩어리감을 모방했다. 시간의 흐름에 대한 이러한 인상은 너와를 사용하여 강화된다. 일부 건축가들은 새로운 건물에 오래된 모습을 부여하기 위해 삼나무 너와를 버터밀크에 담그고 말린 다음 설치하여 외관에 회색조를 남기기도 했다.
싱글 스타일 주택은 종종 갬브렐 지붕 또는 우진각지붕을 사용한다. 이러한 주택은 더 두드러진 덩어리감과 수평성에 대한 더 큰 강조를 내뿜는다.

## 해외 싱글 스타일
싱글 스타일은 결국 북미를 넘어 확산되었다. 호주에서는 19세기에 캐나다 건축가 존 호버리 헌트에 의해 도입되었다. 그의 싱글 스타일 주택 중 일부는 여전히 남아 있으며 문화유산으로 지정되어 있다. 그의 가장 주목할 만한 스타일 예시로는 시드니 와룽가 교외의 하이랜드 주택과 인근 와라위 교외의 피브락이 있다. 후자의 주택은 TV 광고에 등장하기도 했다. 와룽가에 있는 게이트하우스는 헌트의 디자인은 아니지만 문화유산으로 지정되어 있다.

## 싱글 스타일의 예

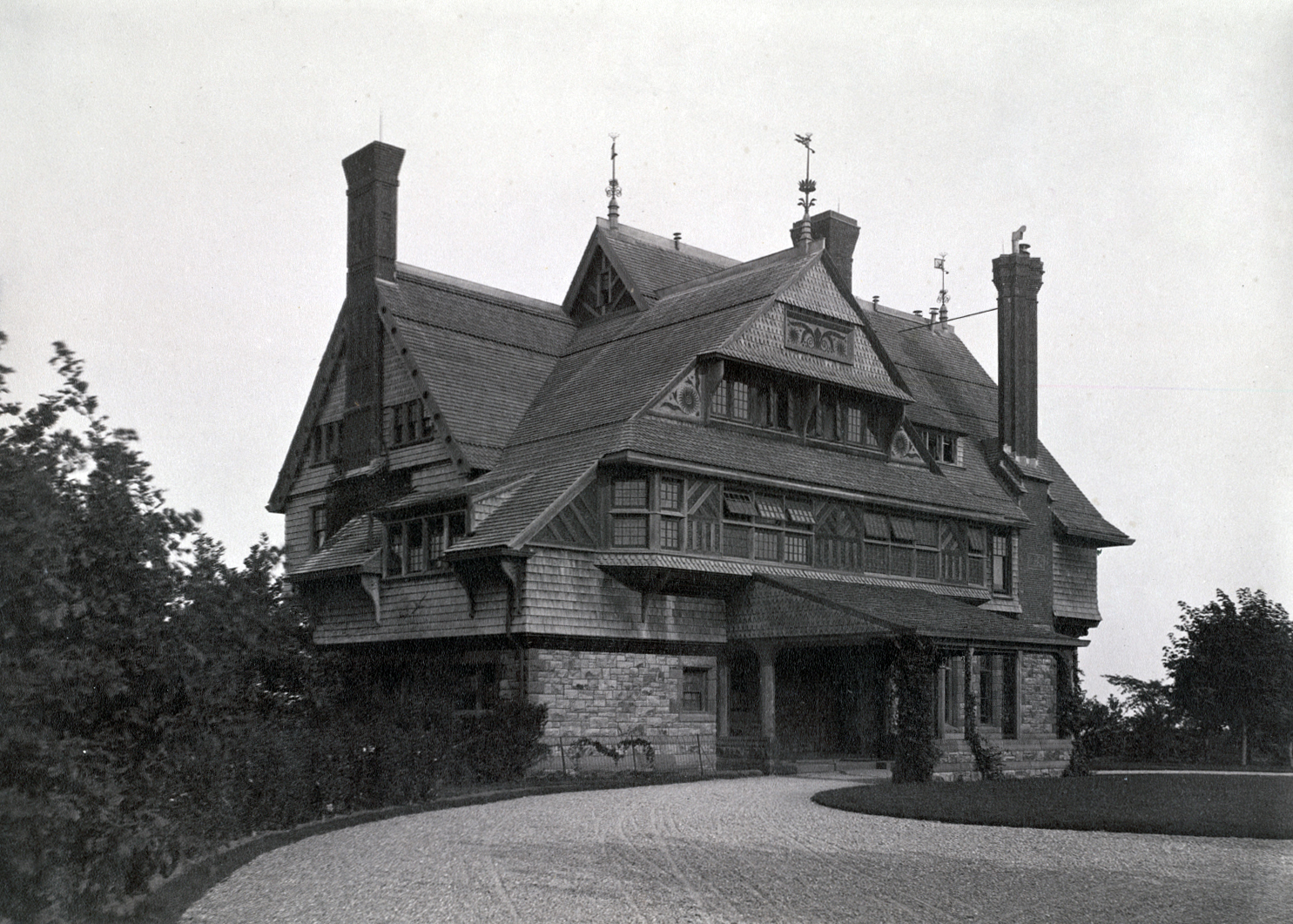
윌리엄 와츠 셔먼 하우스, 뉴포트, 로드아일랜드 (1875–76), 헨리 홉슨 리처드슨 건축
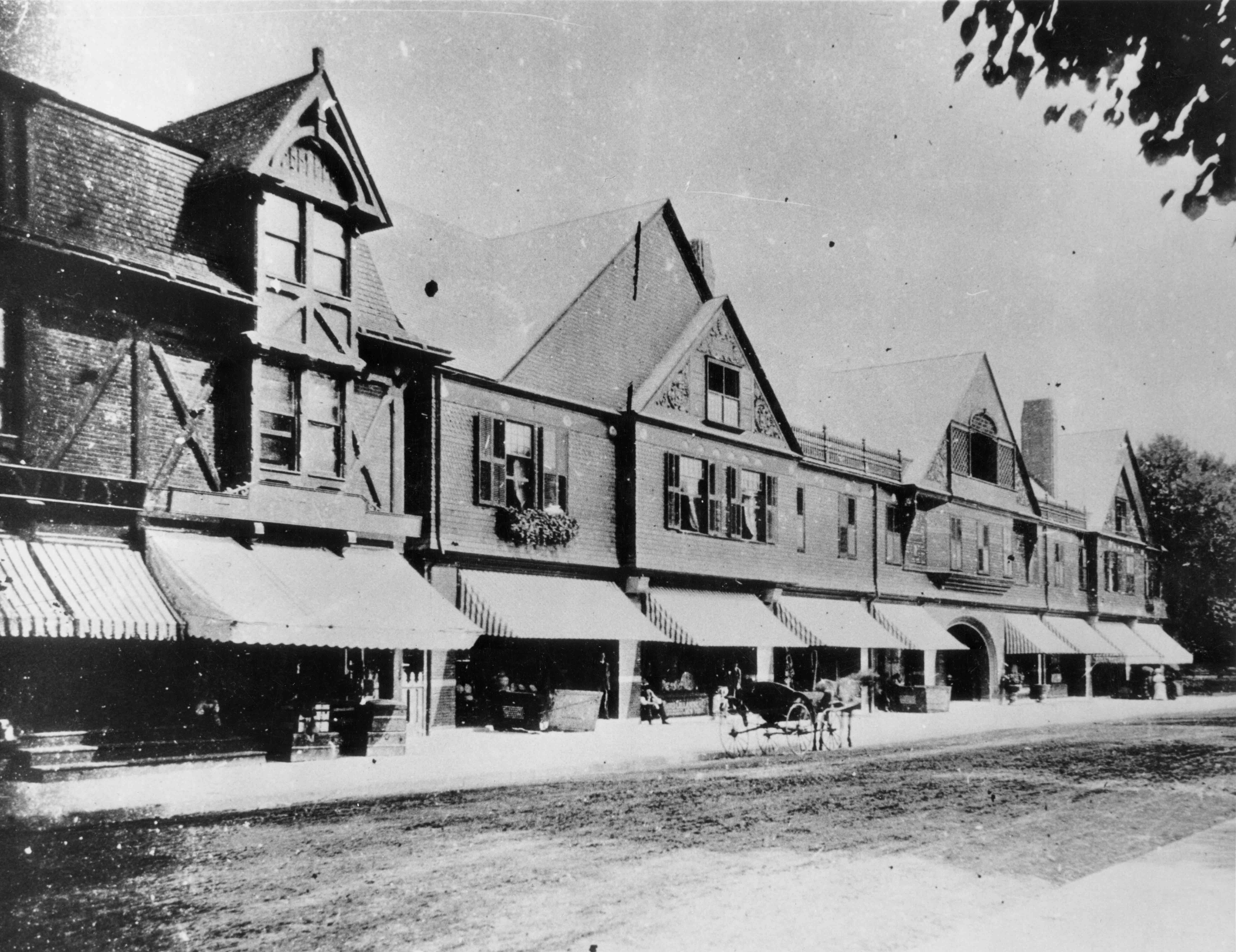
뉴포트 카지노, 뉴포트, 로드아일랜드 (1879), 맥킴, 미드 앤 화이트 건축
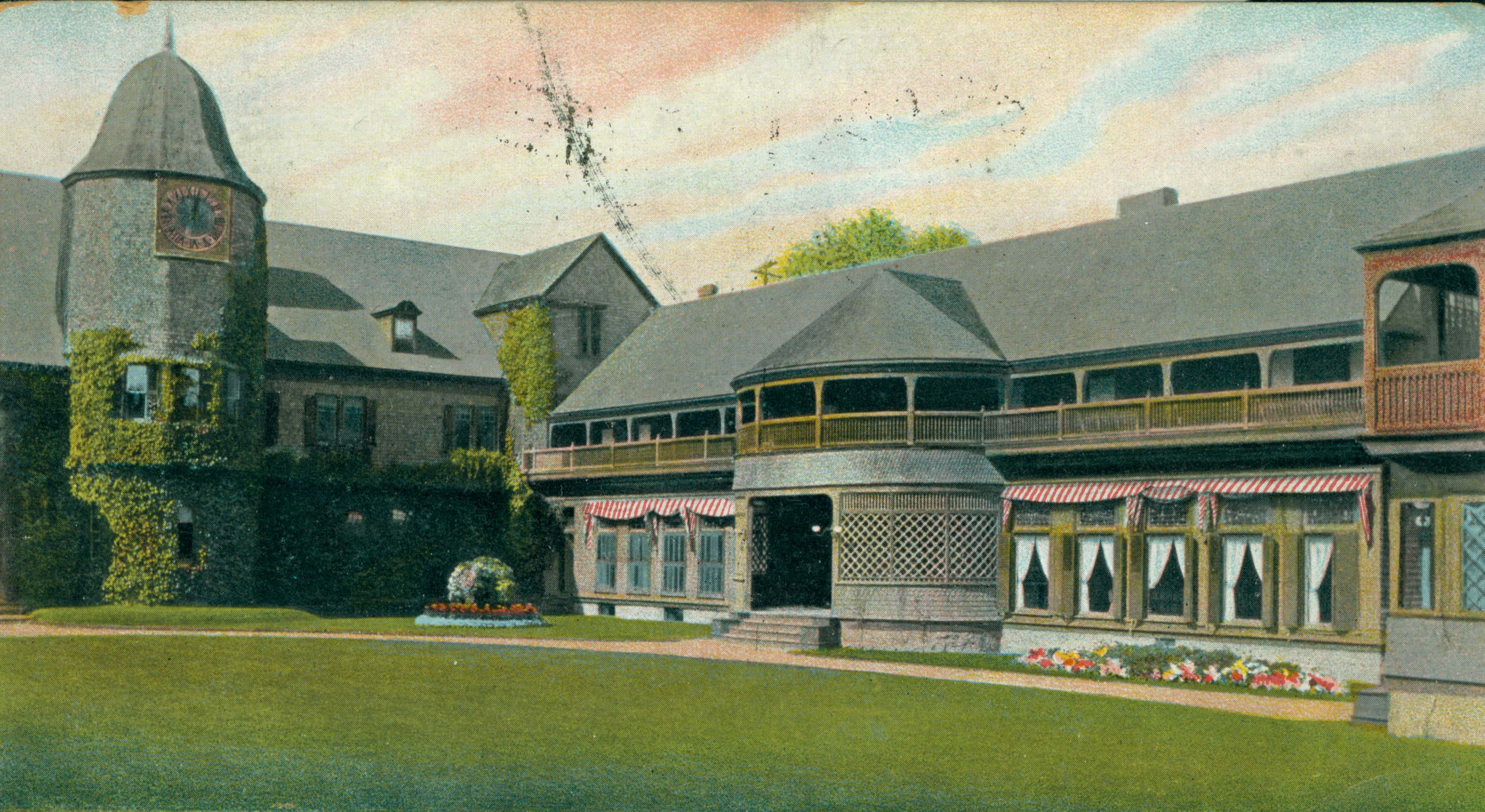
말발굽 안뜰, 뉴포트 카지노, 뉴포트, 로드아일랜드 (1879), 맥킴, 미드 앤 화이트 건축. 1900년경 엽서.
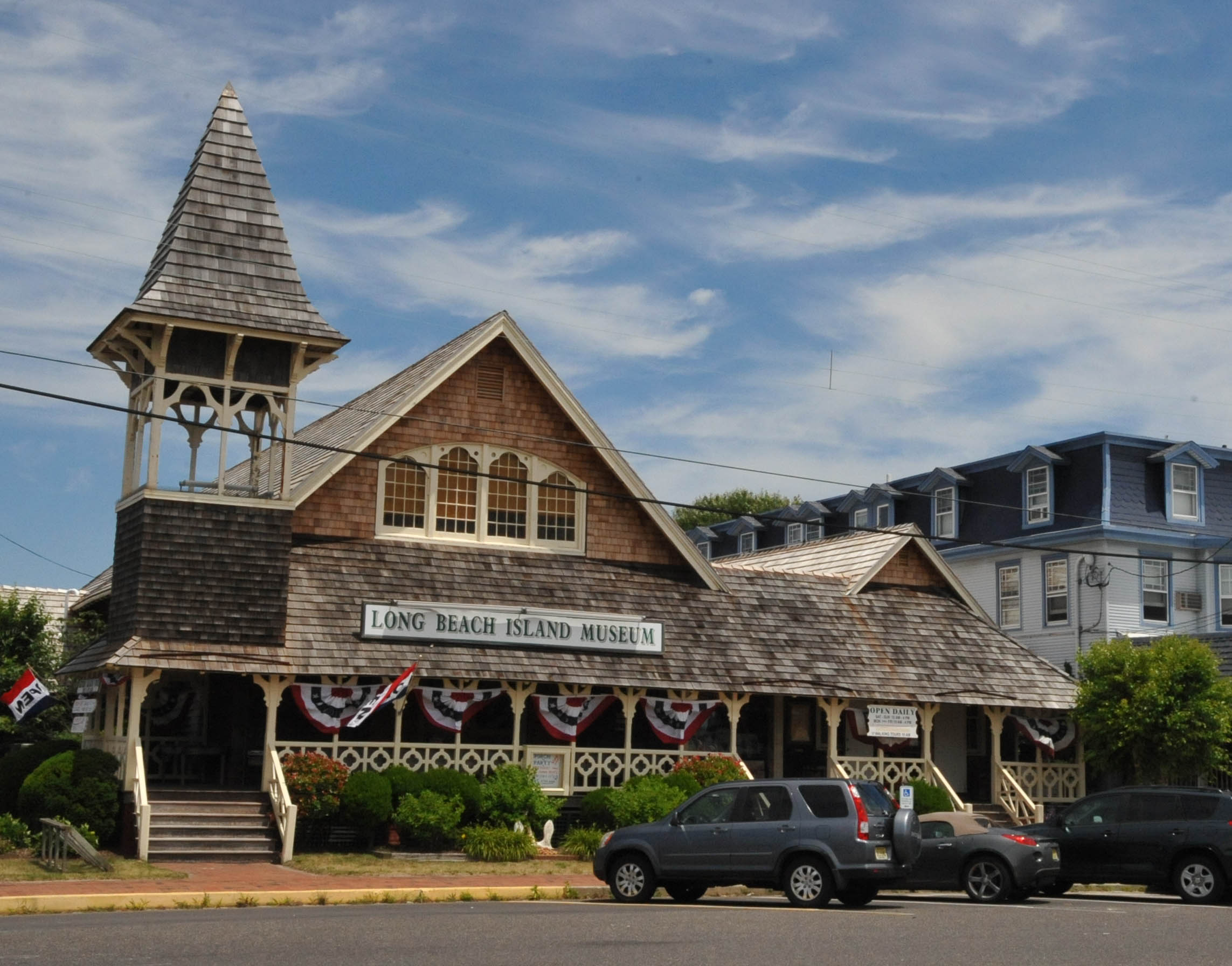
홀리 이노센츠 성공회 교회, 비치 헤이븐, 뉴저지 (1881–82), 윌슨 브라더스 & 컴퍼니 건축
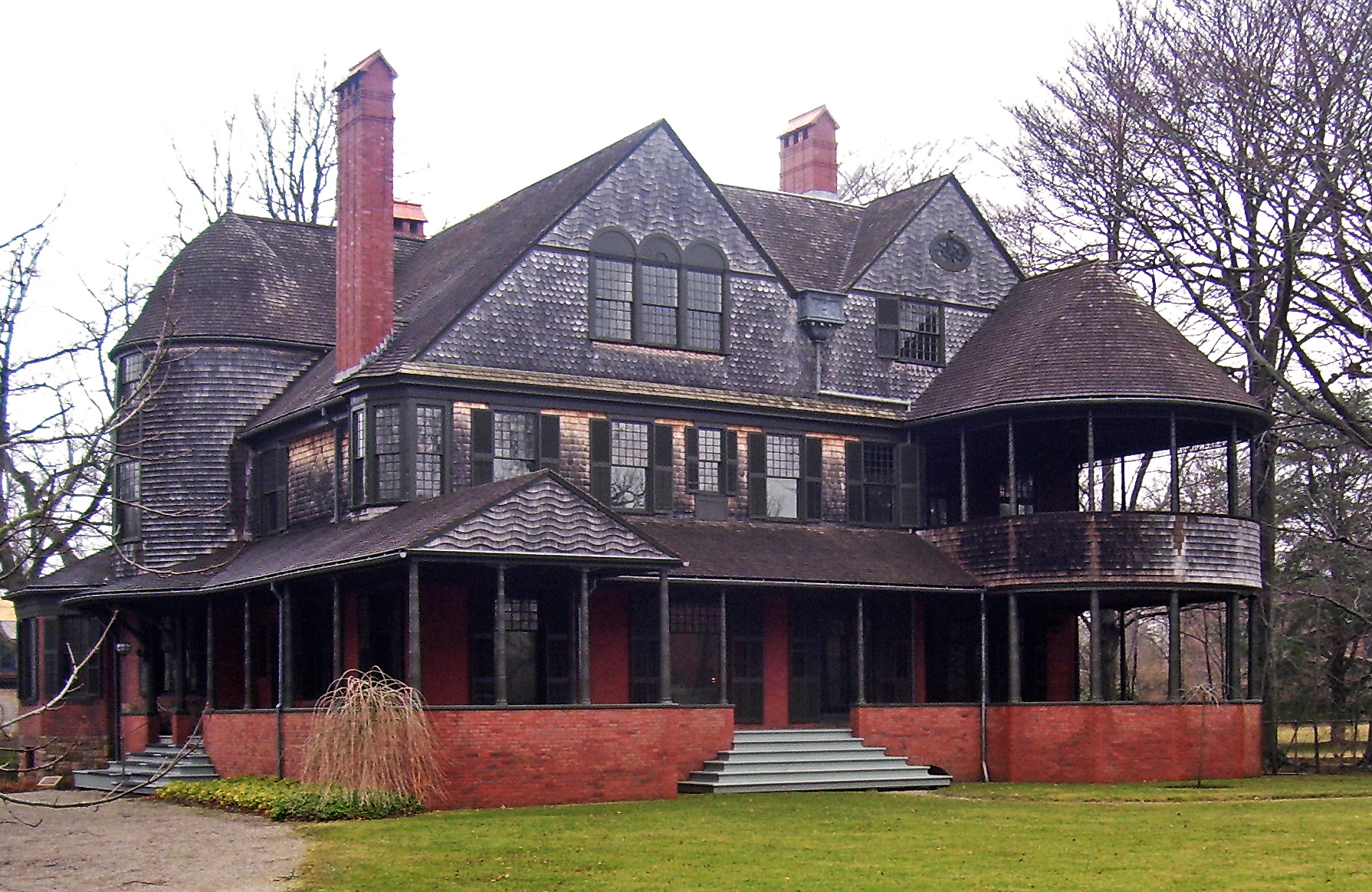
아이작 벨 하우스, 뉴포트, 로드아일랜드 (1882), 맥킴, 미드 앤 화이트 건축
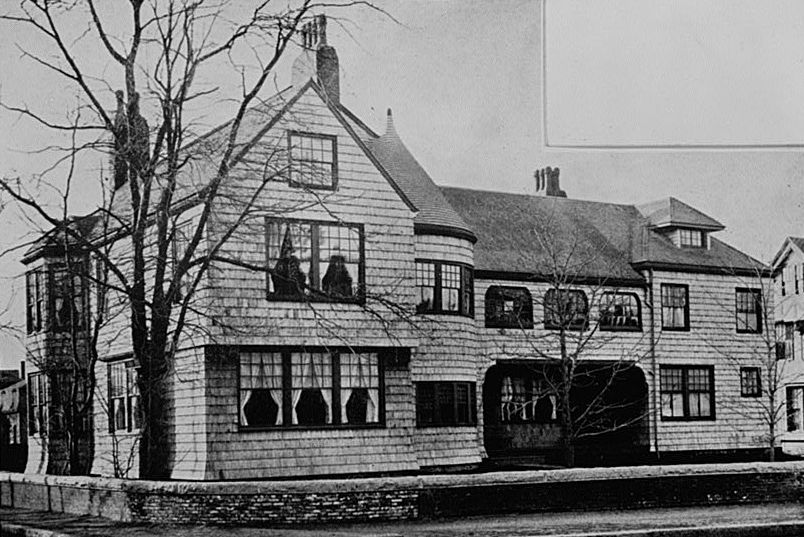
메리 피스크 스토턴 하우스, 케임브리지, 매사추세츠주 (1882–83), 헨리 홉슨 리처드슨 건축
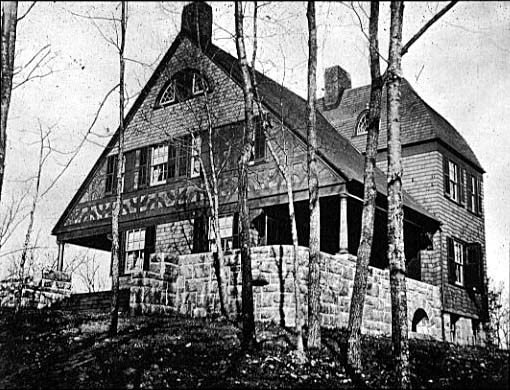
윌리엄 켄트 코티지, 턱시도 파크, 뉴욕 (1886, 철거), 브루스 프라이스 건축
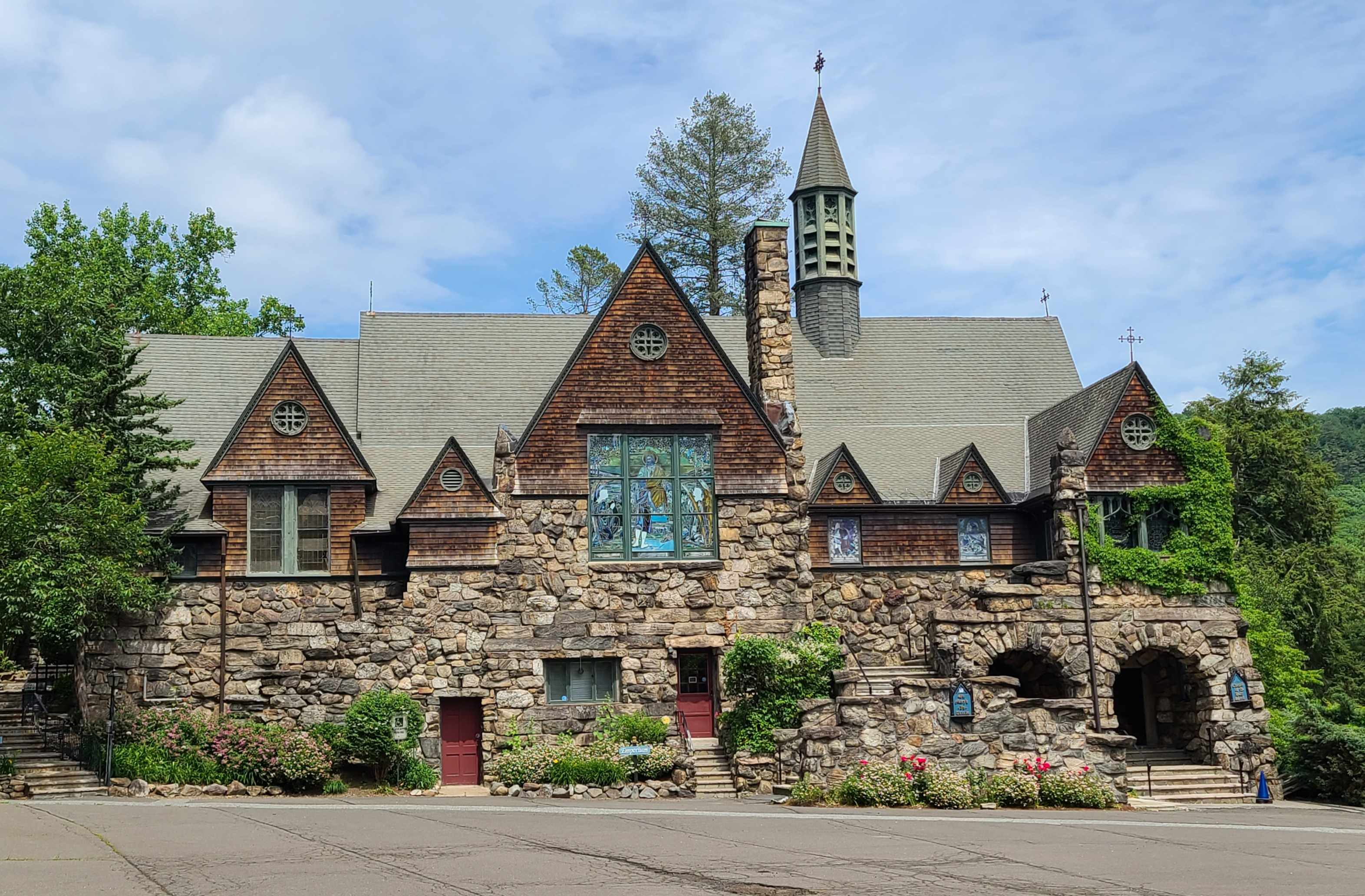
성모 마리아 성공회 교회, 턱시도 파크, 뉴욕 (1888), 윌리엄 애플턴 포터 건축
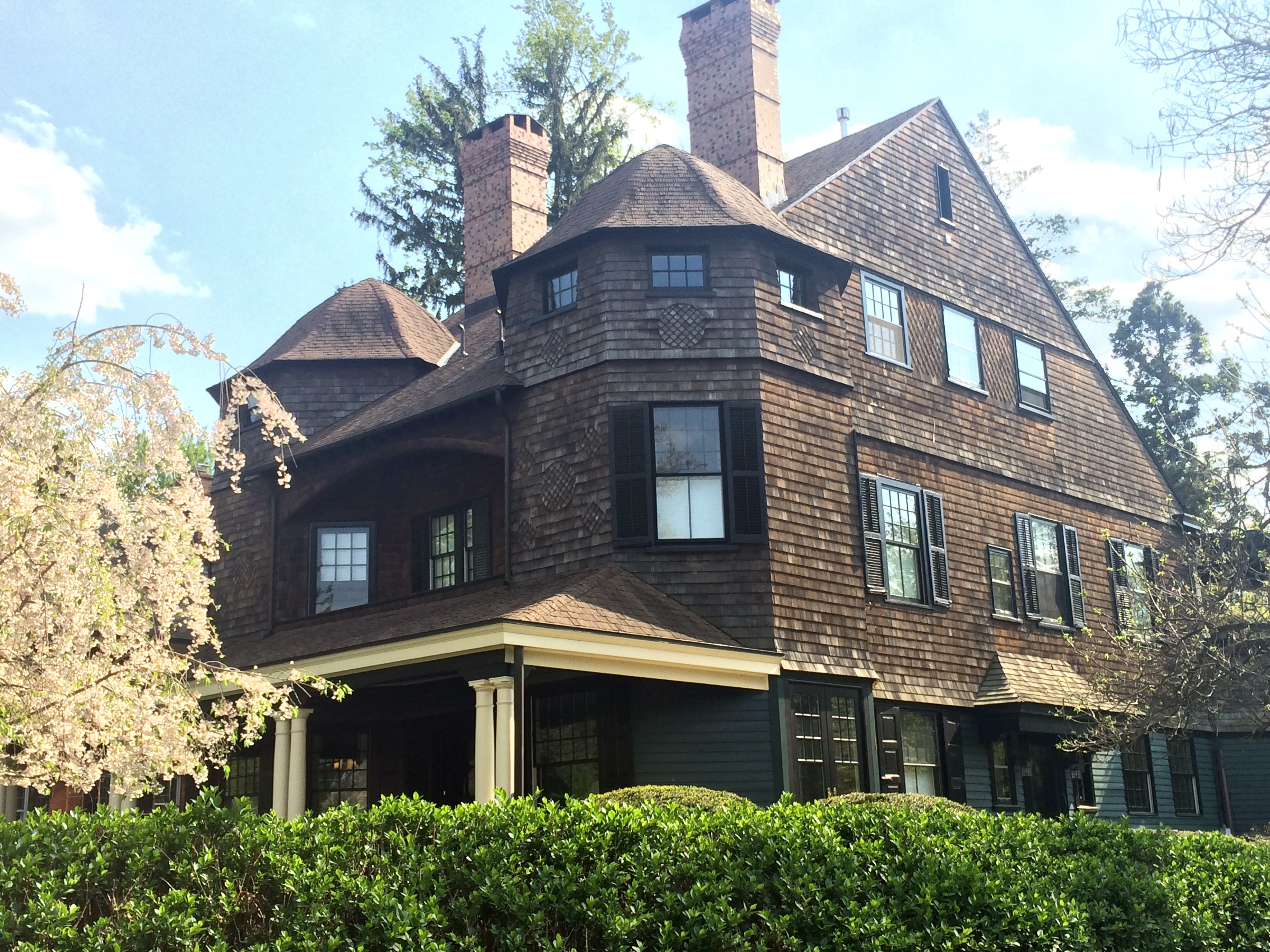
윌리엄 베리먼 스콧 하우스 (1888), A. 페이지 브라운 설계, 프린스턴 프린스턴 역사 지구의 베이야드 레인 56번지
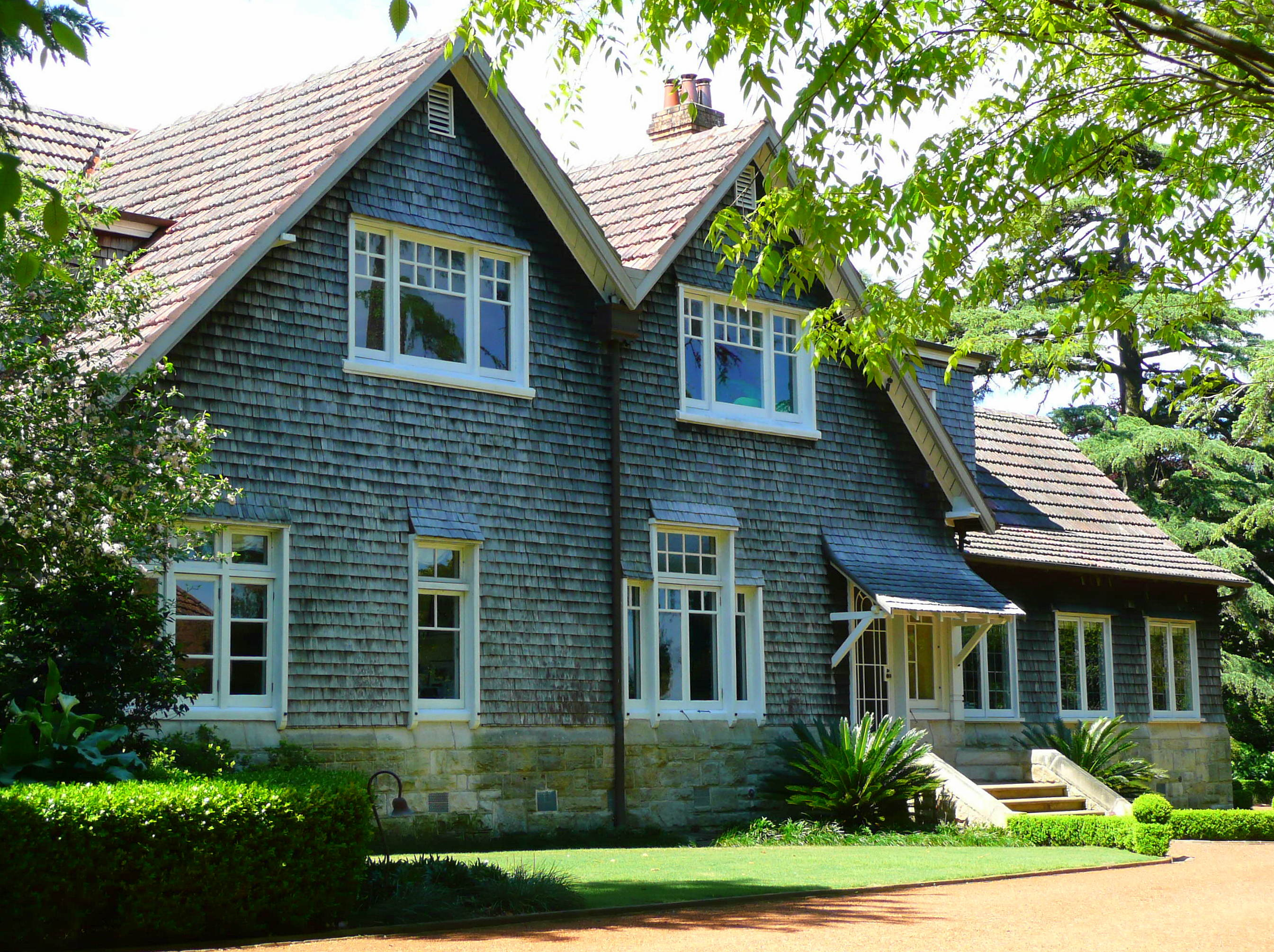
피브락 (1888), 시드니, 호주, 존 호버리 헌트 건축
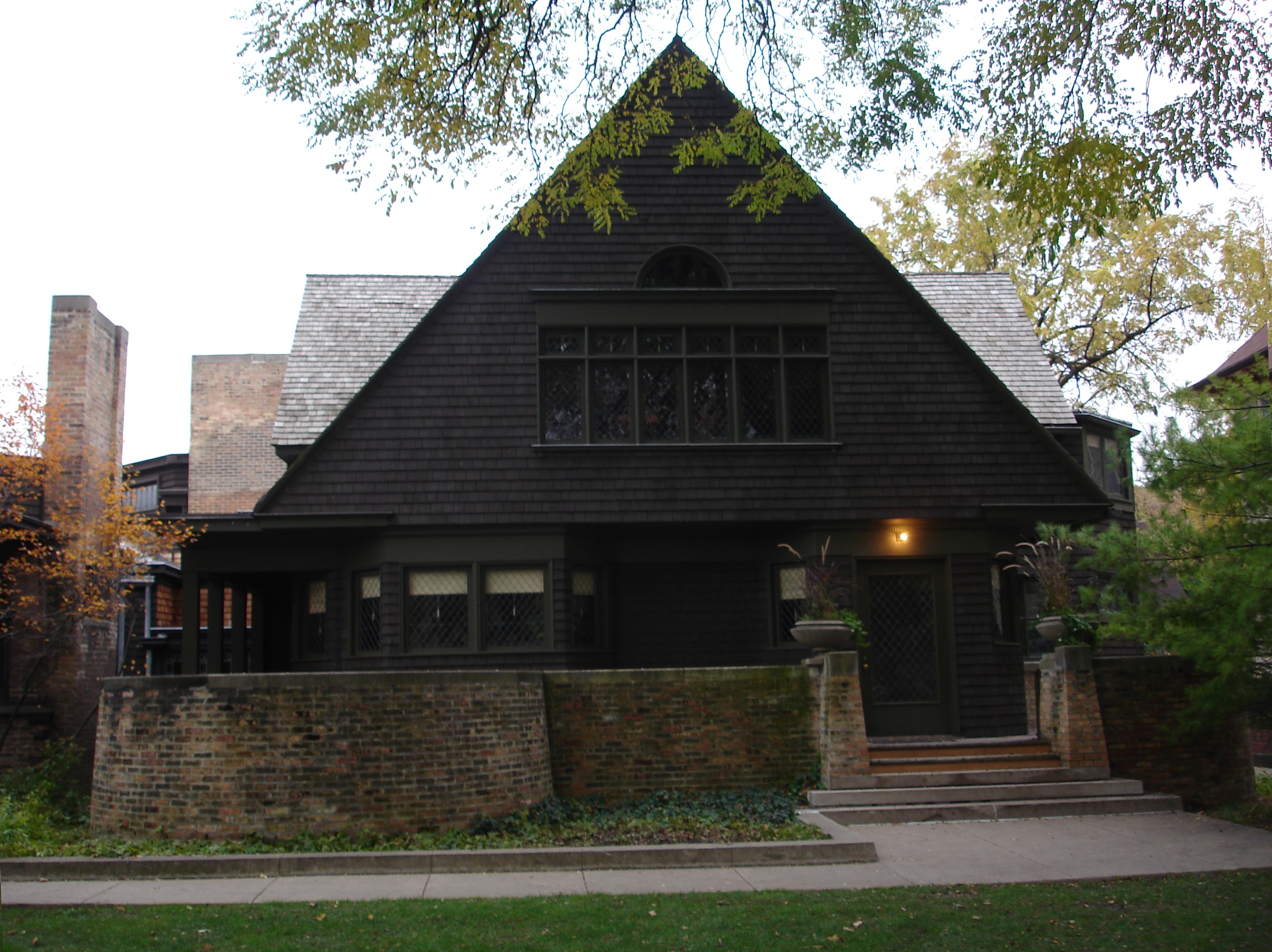
프랭크 로이드 라이트 하우스 앤 스튜디오, 오크파크, 시카고, 일리노이주 (1889), 프랭크 로이드 라이트 건축
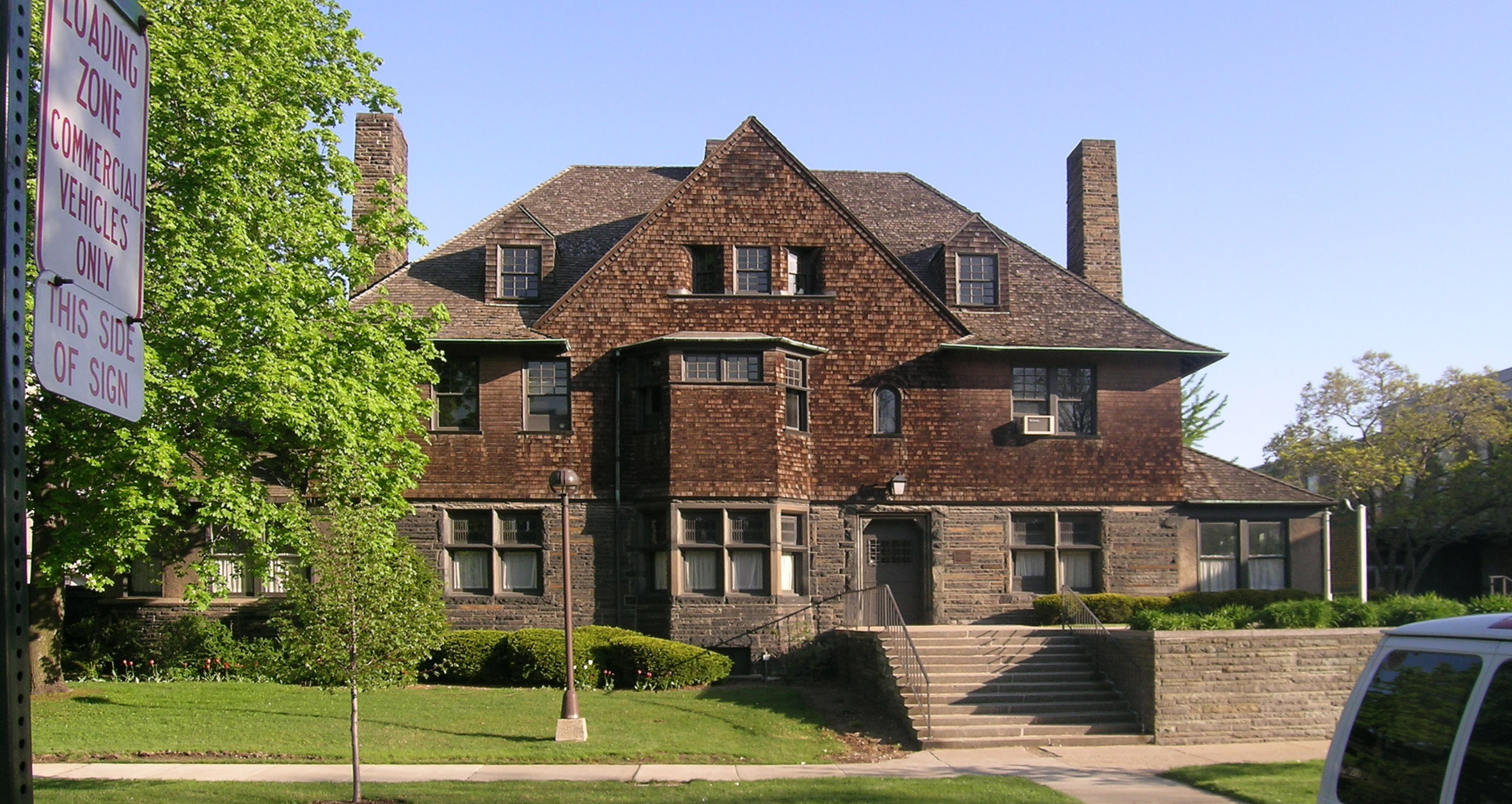
찰스 랭 프리어 하우스, 디트로이트, 미시간주 (1890), 윌슨 아이어 건축
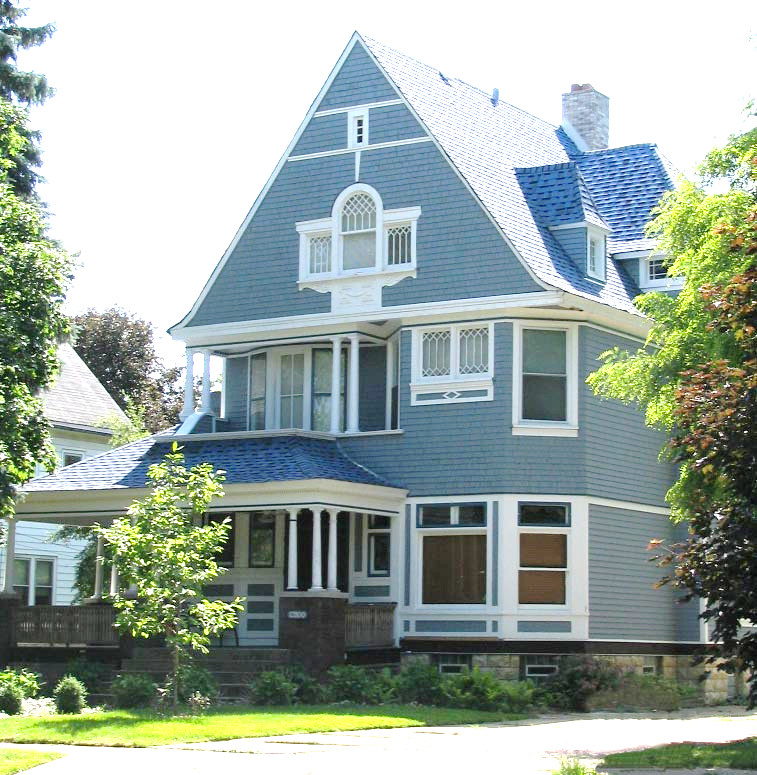
해리 앤 스텔라 매시 하우스, 블루 아일랜드, 일리노이주 (1890) 아우구스트 피들러, 건축가
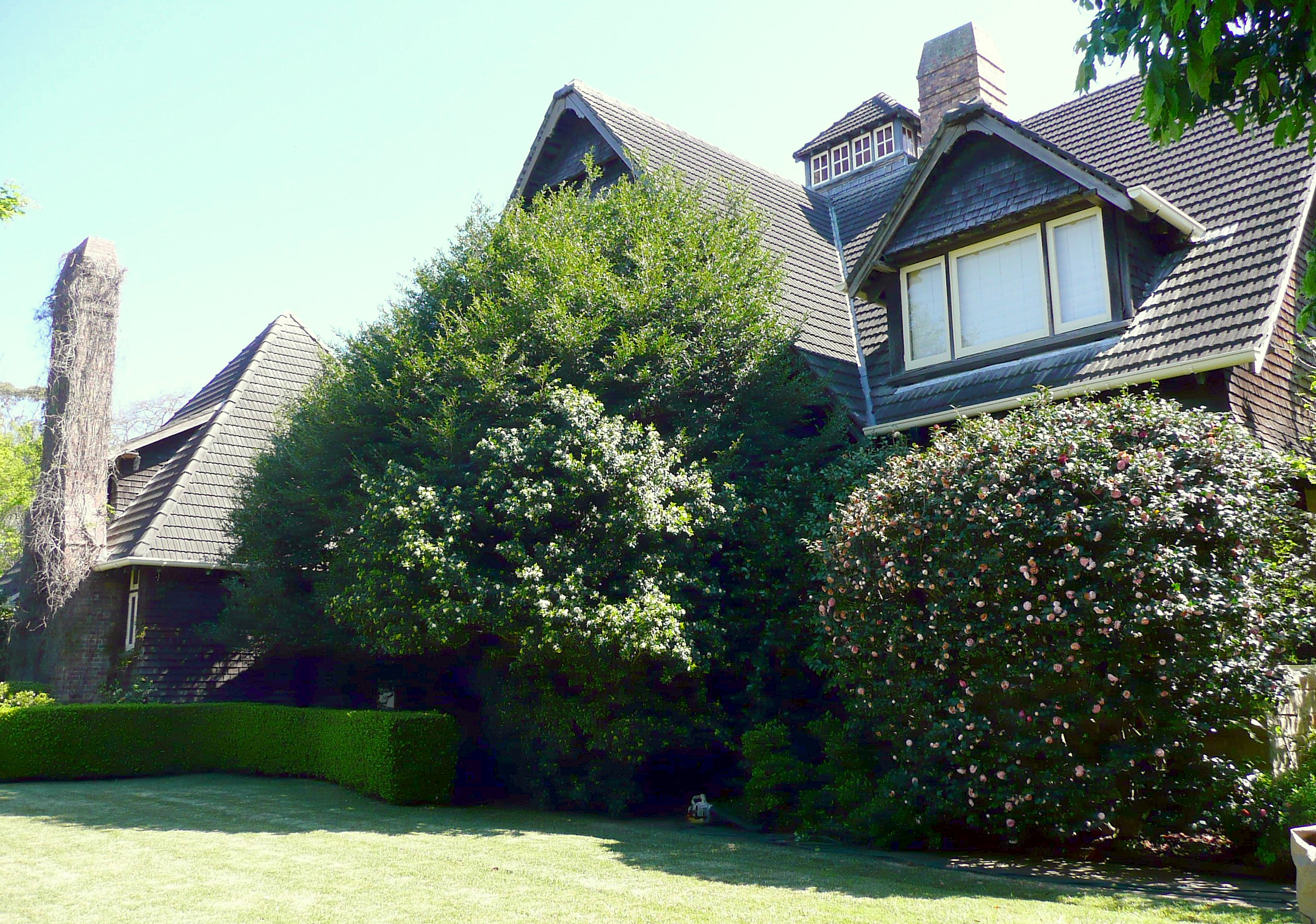
하이랜드 (1891), 시드니, 호주, 존 호버리 헌트 건축
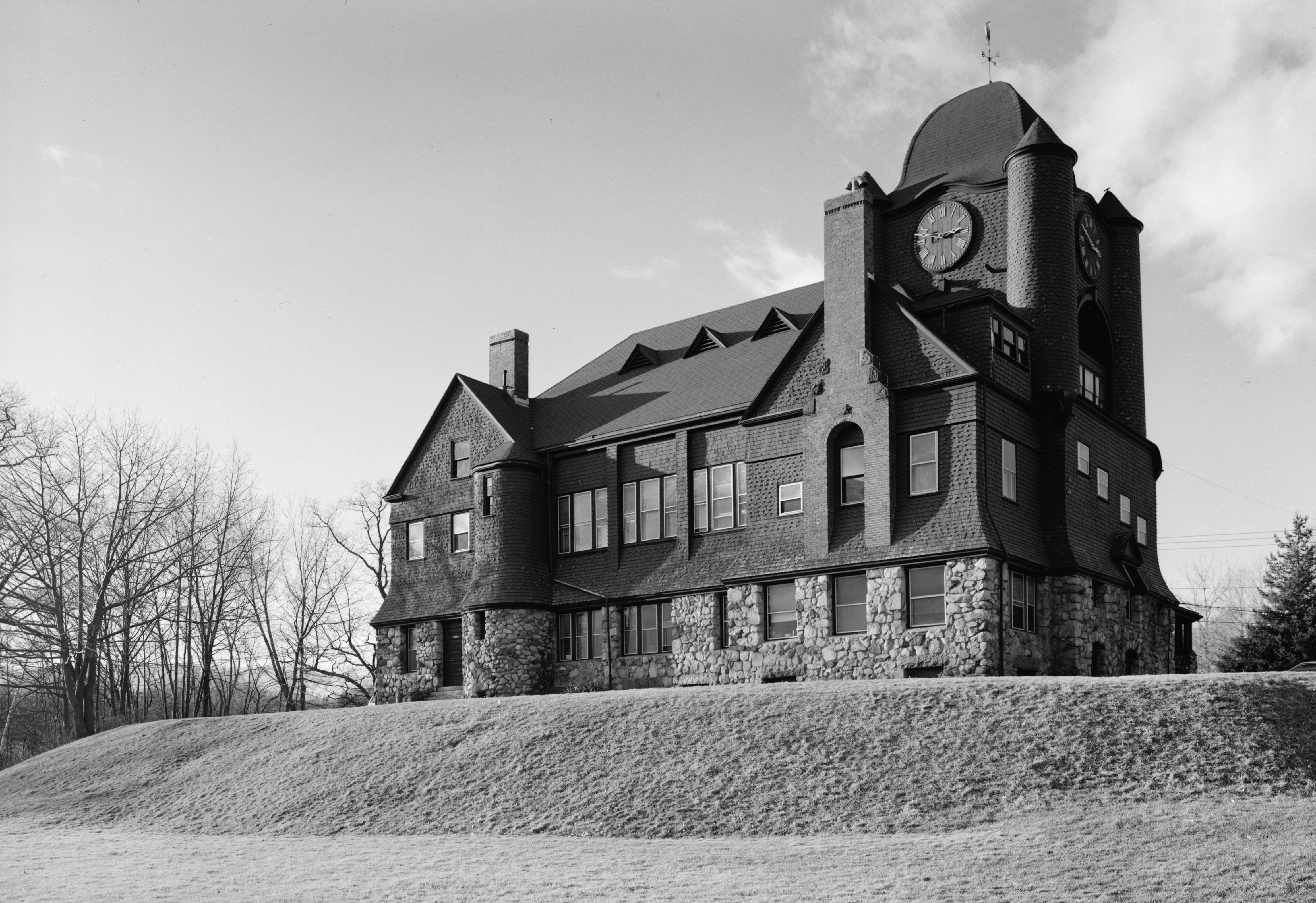
에섹스 타운 홀 및 TOHP 번햄 도서관, 에섹스, 매사추세츠주 (1893–94), 프랭크 W. 웨스턴 건축
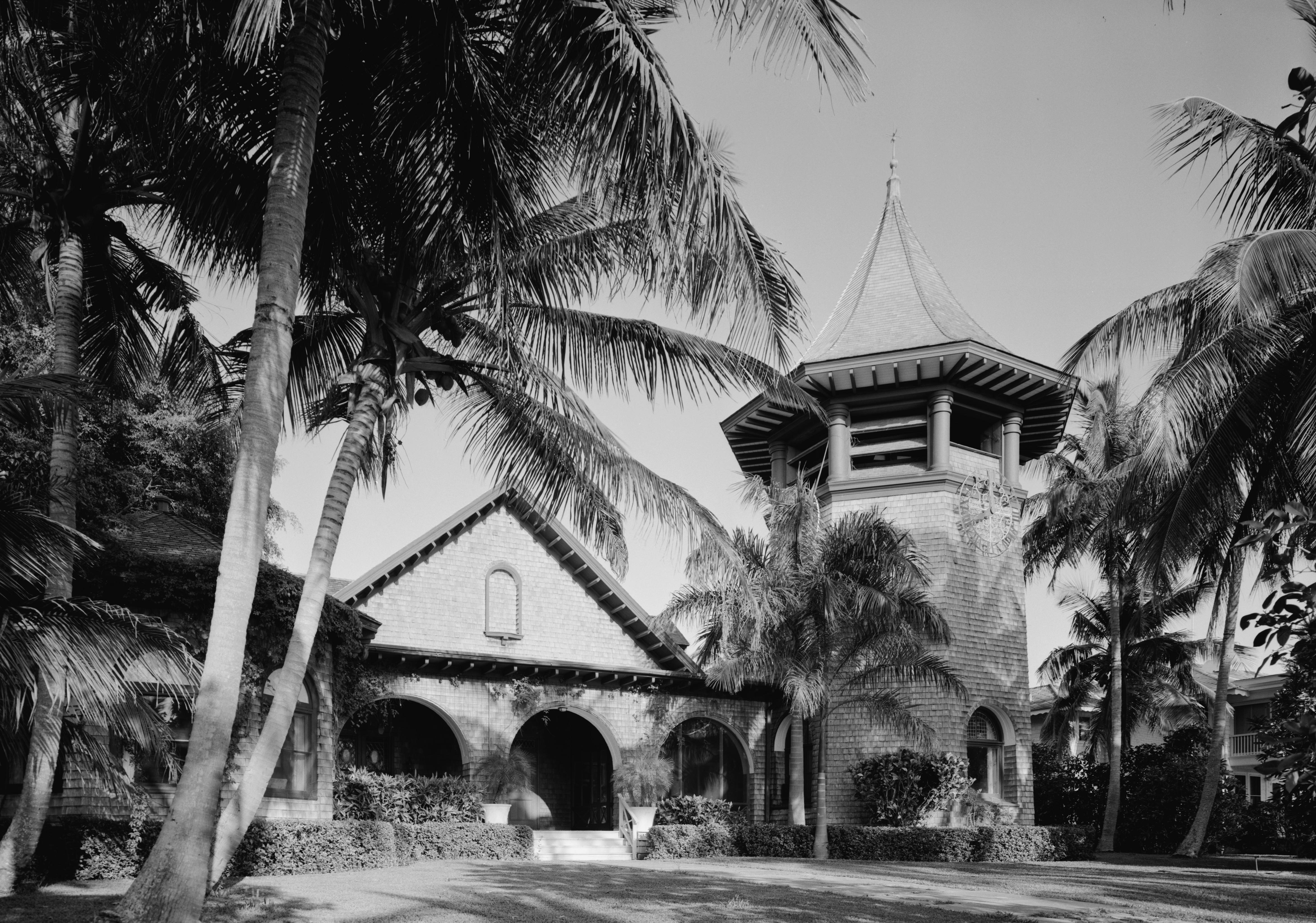
베데스다 바이 더 시 성공회 교회, 팜비치 (1895), 존 H. 리, 건축가
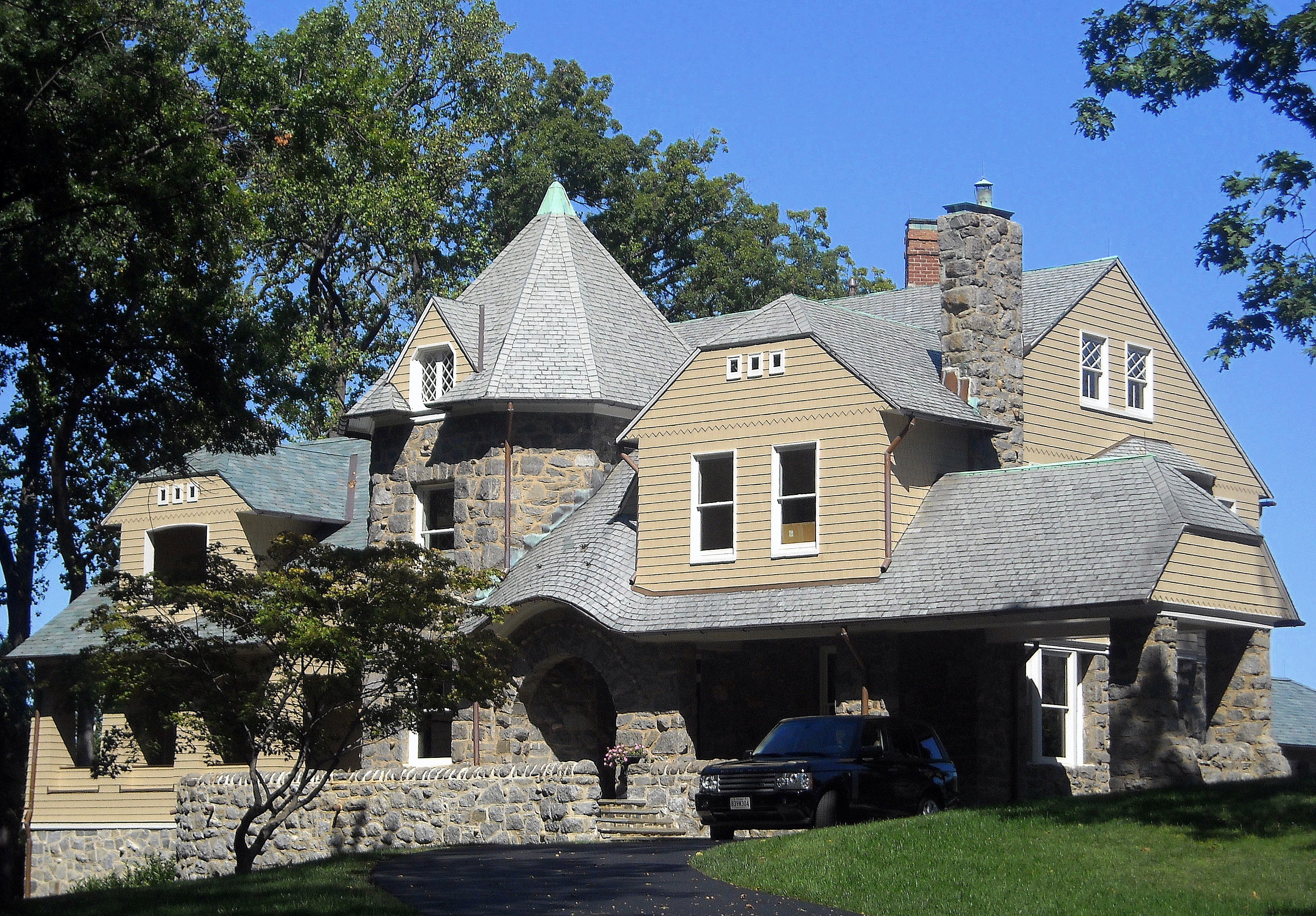
아울스 네스트 (일명 크로운스 하우스), 워싱턴 D.C. (1897), 애플턴 P. 클라크 주니어 건축
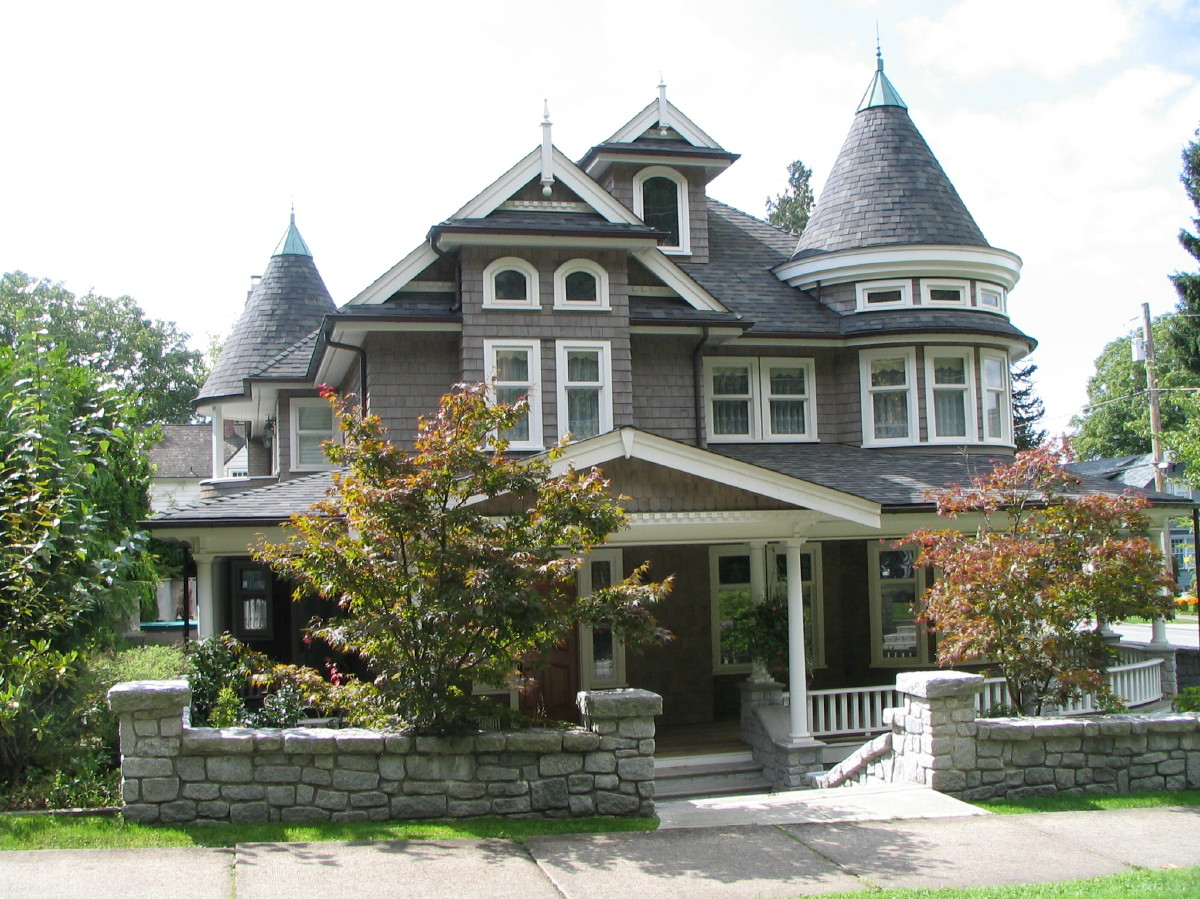
싱글 스타일 주택의 현대적인 복제품 (c. 2004), 퀸즈 파크, 뉴웨스트민스터, 브리티시컬럼비아주 건너편
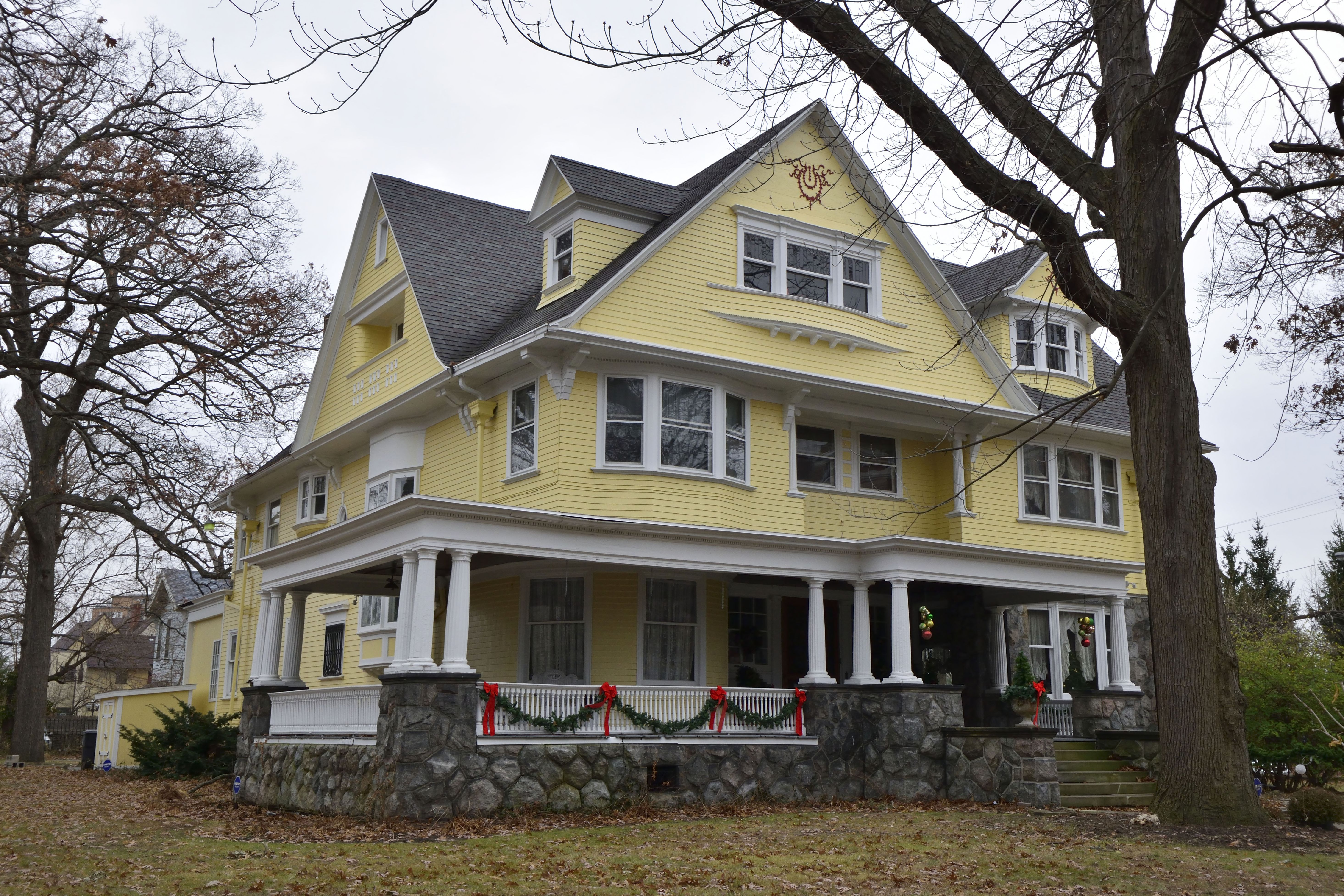
오하이오주 톨레도의 에드워드 D. 리비 하우스는 식민지 부흥 건축 요소가 있는 싱글 스타일의 예, 2018년

## 같이 보기
- 건축 양식 목록
- 미국 퀸 앤 건축 양식
- 빅토리아 건축

## 추가 문헌
- Scully, Vincent. The Shingle Style Today. New York: George Braziller, 1974. ISBN 0-8076-0760-6
- 아이크, 존, 토마스 A. 클리거맨, 조엘 바클리, 마크 크리스탈, 더 뉴 싱글드 하우스, 뉴욕: 더 모나첼리 프레스, 2015.